# Памятник Михаилу Грушевскому (Львов)

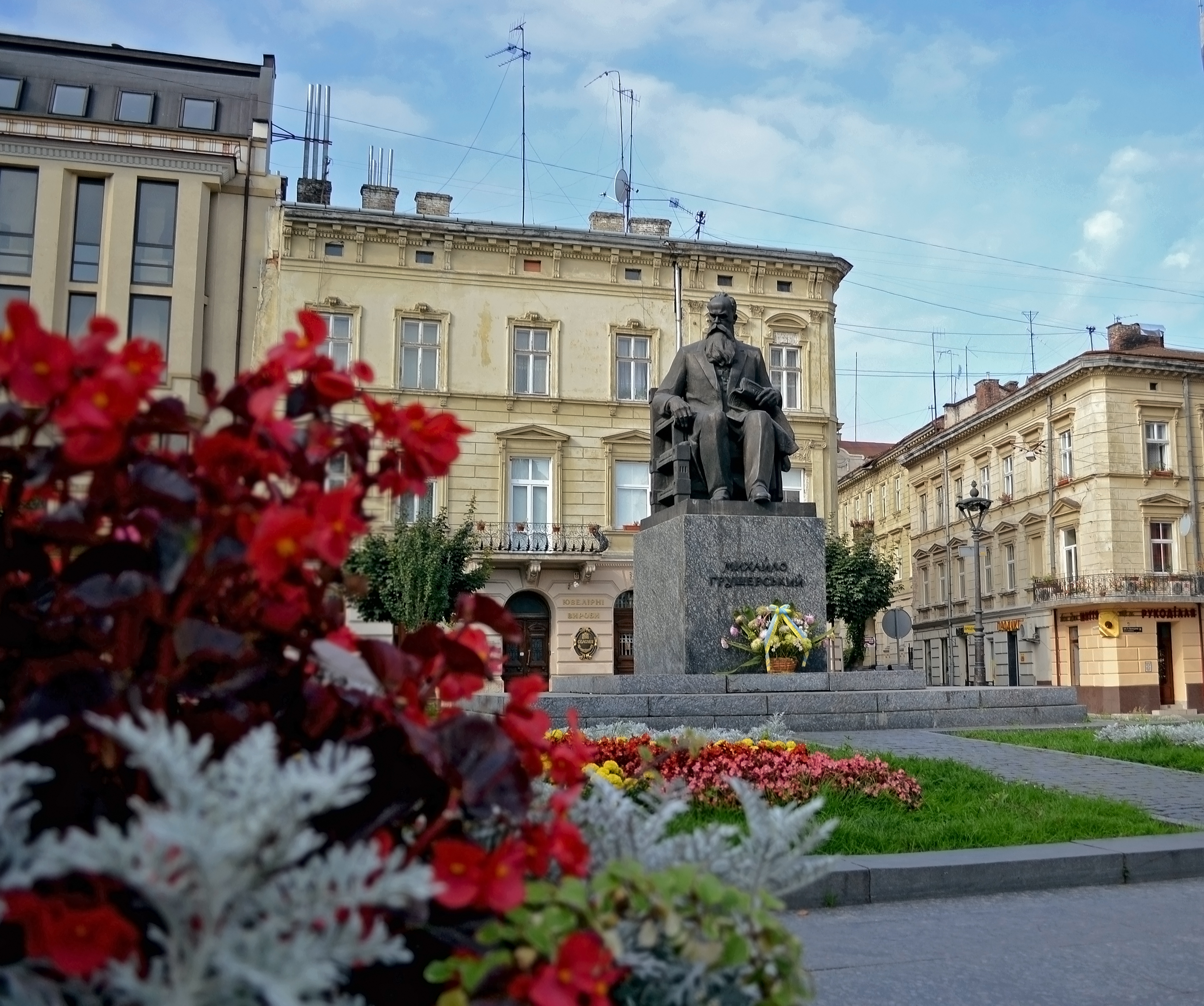
Памятник М. С. Грушевскому во Львове

Памятник Михаилу Грушевскому (укр. Пам'ятник Михайлові Грушевському) —монумент в честь украинского общественного и политического деятеля, историка, одного из лидеров украинского национального движения Михаила Грушевского, расположенный в Львове.
Михаил Сергеевич Грушевский жил и работал во Львове более двадцати лет. Именно поэтому с обретением независимости Львов стал первым городом Украины, в котором в июне 1994 года торжественно был открыт памятник известному историку и политическому деятелю. Монумент установили на площади, которая ранее называлась Академической.

## История
Впервые идея открытия памятника М. Грушевскому появилась 12 апреля 1990 на Совете Научного общества имени Шевченко. Тогда же известный львовский скульптор Дмитрий Крвавич согласился выполнить эскиз-проект к осени 1990 года.
Накануне 125-летия со дня рождения историка (в августе 1991 года) по инициативе отдела культуры Львовского горсовета в Доме архитектора демонстрировались различные эскизы памятника. В частности, это проекты скульптора Р. Рмановича, два проекта Я.Мотикы, два проекта Я. Скакуна. В итоге проект группы Дмитрия Крвавича, Николая Посикиры и Любомира Яремчука стал победителем.
27 августа 1991 на средства Научного общества им. Шевченко установлен мраморный камень анонс на месте строительства памятника с надписью:
Здесь будет сооружен памятник М. Грушевскому 1866-1934

## Описание
Фигура Грушевского отлита из бронзы и установлена на гранитном постаменте. Над памятником работали современные украинские скульпторы: Николай Посикира, Дмитрий Крвавич, Любомир Яремчук и львовский архитектор Василий Каменщик. Можно заметить, что памятник Михаилу Грушевскому гармонично вписался в архитектурный ансамбль центральной части города Львова.